# Otto Thibault
Otto Thibault (* 12. August 1910 in Leipzig; † 1990 in Schmorkau) war ein deutscher Kunsttöpfer und Keramiker.

## Leben und Werk
Thibault absolvierte von 1925 bis 1928 in Frohburg eine Lehre als Keramikbildhauer und studierte anschließend bis 1933 bei Franz Rudolf Wildenhain (1905–1980) Keramik an den Werkstätten der Stadt Halle, Staatlich-städtische Kunstgewerbeschule Burg Giebichenstein. Danach arbeitete er in Wurzen und Kohren-Sahlis als Keramiker. Thibault wurde dann zur Wehrmacht eingezogen und nahm als Soldat am Zweiten Weltkrieg teil.
Nach der Entlassung aus der Kriegsgefangenschaft war er von 1946 bis 1947 als Nachfolger von Rudolf Rausch (1906–1988) Werkstattleiter der Keramikfachklasse der Hochschule für industrielle Formgestaltung Halle – Burg Giebichenstein. Diese Tätigkeit musste er nach längerer Krankheit aufgeben. Seine Nachfolgerin wurde Erika Gravenstein. Thibault arbeitete dann selbständig wieder in Kohren-Sahlis. Das Adressbuch verzeichnete ihn 1948 mit der Angabe „Kunsttöpf. u. Handweb.“ in der Nr. 94. Daneben hatte er einen Lehrauftrag an der Burg Giebichenstein.
Von 1956 bis 1962 war er Leiter der Abteilung für Bildnerisches Volksschaffen am Kreiskabinett für Kulturarbeit Halle/Saale. Außerdem arbeitete er in Leipzig als Kunsterzieher. Ab 1965 baute er in Leipzig das Keramikatelier der Leipziger Genossenschaft Bildender Künstler „Kunst der Zeit“ auf, das er bis 1974 leitete.
Ab 1977 arbeitete er in Schmorkau als freischaffender Keramiker. Er war Mitglied des Verbands Bildender Künstler der DDR und hatte in der DDR und im Ausland Einzelausstellungen und Ausstellungsbeteiligungen. 
Thibault war mit der Handweberin Margarete Thibault verheiratet.  Arbeiten Thibaults befinden sich u. a. im Töpfermuseum Kohren-Sahlis.

## Weitere Werke (Auswahl)
- Weihnachtskrippe (Ton)[5]

## Einzelausstellungen (mutmaßlich unvollständig)
- 1978: Gera, Galerie am Markt
- 1979: Oschatz und Halle/Saale
- 1980: Wermsdorf
- 1984: Vénissieux
- 1987: Gera, Galerie am Markt (mit Gabriele Thibault)